# Сапега, Евстафий
Евстафий Каетан Владислав Сапега  (пол. Eustachy Kajetan Władysław Sapieha; 2 августа 1881, Верхняя Белка под Львовом — 20 февраля 1963, Найроби) — польский государственный деятель, князь, министр иностранных дел Польши (1920—1921), консервативный политик, депутат сейма.

## Биография
Представитель ружанской линии польского княжеского рода Сапег герба «Лис». Второй сын Яна Павла Александра Сапеги (1847—1901) и Северины Марии Уруской (1860—1931).
В 1900—1904 годах изучал лесоводство в Цюрихе (Швейцария), где получил диплом инженера. В 1909 году после свадьбы с Терезой Изабеллой Любомирской поселился в Гродненщине. В 1916 году он был председателем Главного опекунского совета в Варшаве. Тогда стал близким соратником Юзефа Пилсудского. Был сотрудником Национального Комитета по жертвам во Временном Государственном Совете Царства Польского.
В ноябре 1917 года Евстафий Каетан Сапега в качестве представителя Регентского Совета ездил в Швейцарию, где безуспешно пытался привести к соглашению с Национальным Комитетом Польши. В ноябре 1918 года возглавил Комитет Обороны Восточных Кресов. Был одним из инициаторов государственного переворота в Польше в ночь с 4 на 5 января 1919 года с целью свержения правительства первого премьер-министра Енджея Морачевского. Был арестован и находился под домашним арестом. После освобождения он сформировал собственный отряд кавалерии, в котором служил как обычный улан. Принимал участие в Советско-польской войне.
16 июня 1919 года он был назначен послом Польши в Великобритании. 4 июня 1920 года Евстафий Каетан Сапега вместе с Эразмом Пильцем от имени Польши участвовал в подписании Трианонского договора. 23 июня 1920 года новый премьер-министр правительства Владислав Грабский назначил его на должность министра иностранных дел Речи Посполитой. 19 июля 1920 года на памятной встрече Совета Обороны Государства выступал за то, чтобы Юзеф Пилсудский был оставлен на посту Главнокомандующего польскими вооруженными силами. При поддержке Ю. Пилсудского Е. Сапега сохранил пост министра иностранных дел в следующем коалиционном правительстве по руководством Вицента Витоса. 19 февраля 1921 года подписал перемирие между Польшей и Францией, 3 марта — с Румынией. Он был представителем Польши на переговорах с Литвой в Брюсселе 6 мая 1921 года. На этих переговорах он представил литовской делегации проект Пилсудского о создании в Литве кантонов по образцу Швейцарии, которые были находились в тесном государственном союзе с Польской республикой. После провала его политики в Горной Силезии и нажимом национал-демократов Евстафий Каетан Сапега 20 мая 1921 года вынужден был уйти в отставку.
В 1928—1929 годах он был депутатом Сейма от Беспартийного блока сотрудничества с правительством. В 1930 году написал трактат «Konstytucja racji stanu». Он был одним из самых активных сторонников сближения Юзефа Пилсудского с кресовым земянством («Żubry Kresowe»).
22 сентября 1939 года после вторжения советских войск на территорию Польши Евстафий Каетан Сапега был арестован в своём имении под Гродно. Был заключен в Лубянскую тюрьму в Москве. Советский суд приговорил его к смертной казни за деятельность против СССР. Смертная казнь была заменена на 10 лет заключения.
В 1941 году Сапега был освобожден в результате Соглашения Сикорского-Майского, его эвакуировали из СССР в Тегеран. В 1941 году уехал в Найроби в Кении.
В 1955 и 1959 годах президент Польши в изгнании Август Залесский дважды назначал его своим преемником в должности президента. 7 августа 1959 года был награждён Августом Залесским Орденом Белого Орла.

## Семья и дети
17 июня 1909 года в Пшеворске женился на Терезе Изабелле Любомирской (17 декабря 1888 — 13 июля 1964), дочери князя Анджея Любомирского (1862—1953) и графини Элеоноры Терезы Ядвиги Хузажевской (1866—1940). Их дети:
- Ян Анджей (26 апреля 1910 — 7 августа 1989), женат с 1934 года на Марии Здзеховской (1910—2009)
- Элеонора (10 ноября 1911 — 18 октября 2000), муж с 1939 года Криштоф Пётр Павел Чарнецкий (1904—1977)
- Леон Ежи (10 июля 1913 — 7 декабря 1990), 1-я жена с 1937 года София Августина Ирена Шембек (1906—1978), 2-я жена с 1979 года Рената Кернбергер (род. 1937)
- Евстафий Северин (7 августа 1916 — 2 марта 2004), женат с 1945 года на Антонине Марии Семеньской (1922—1996)
- Эльжбета (род. 24 августа 1921 — 1 мая 2008), польская художница